# Faworyta (opera)
Faworyta (La favorita) – opera w czterech aktach autorstwa Gaetano Donizettiego do francuskiego libretta Alphonse Royera i Gustave Vaëza, opartej na sztuce Le comte de Comminges autorstwa Baculard d’Arnauda. Premiere swą miała 2 grudnia 1840 w Théâtre de l’Académie Royale de Musique w Paryżu, we Francji.
Włoska wersja opery wystawiona była w roku 1842 w Padwie pod tytułem Leonora di Guzman, w La Sacali w 1843 jako Elda. Donizetti osobiście nie brał udziału w tych produkcjach, jednakże opera jest obecnie wystawiana częściej pod włoskim niżli francuskim tytułem – La favorita.

## Role
| Rola                                                                     | Typ głosu   | Przedstawienie premierowe 2 grudnia 1840 |
| ------------------------------------------------------------------------ | ----------- | ---------------------------------------- |
| Leonor de Guzmán (Leonora di Gusmann)                                    | mezzosopran | Rosine Stoltz                            |
| Inés (Inez)                                                              | sopran      | Elian                                    |
| Fernand (Fernando)                                                       | tenor       | Gilbert Duprez                           |
| Alfons XI, król Kastylli (Alfonso XI)                                    | baryton     | Paolo Barroilhet                         |
| Baltazar (Baldassare)                                                    | bas         | Nicolas Levasseur                        |
| Don Gaspar, królewski oficer                                             | tenor       | Pierre François Wartel                   |
| Lord                                                                     |             |                                          |
| Burmistrz, lordowie i damy dworu, pazie, straże, mnisi zakonu św. Jakuba |             |                                          |